# Бакке, Ханс
Ха́нс Ба́кке (швед. Hans Backe; 14 февраля 1952, Лулео, Швеция) — шведский футболист и футбольный тренер. Тренировал различные клубы Европы, а также Мексики и США, в 2016 году возглавлял сборную Финляндии.
В качестве тренера добился наибольшего успеха в Дании c клубами «Копенгаген» и «Ольборг».

## Карьера игрока
В 1970-х Бакке выступал в основном в низших дивизионах Швеции. Провёл один сезон в составе клуба «Броммапойкарна».

## Карьера тренера

### Начало карьеры в Скандинавии
Бакке начал карьеру в родной Швеции, в качестве главного тренера клуба «Юргорден». За два сезона под его руководством клуб одержал 38 побед, 20 матчей завершил вничью и потерпел только 12 поражений. В сезоне 1982 команда заняла первое место в Дивизионе 2 Норра, который являлся на тот момент третьим уровнем в системе футбольных лиг Швеции. После ранних успехов с «Юргорденом» Бакке тренировал «Мольде», «Хаммарбю», «Эстер», АИК и другие известные скандинавские клубы. В 1989 году вывел «Эстер» в Дивизион 1 Сёдра. В следующем сезоне клуб не потерпел ни одного поражения и вышел в Аллсвенскан — высшую лигу Швеции.

### Дания
Ханс Бакке достиг наибольшего успеха в Дании, четыре раза выиграв чемпионат Дании. В своем первом сезоне в Дании выиграл с «Ольборгом» Суперлигу-1998/99 и довел клуб до финала Кубка Дании. В 2001 году вернулся в Данию, чтобы привести «Копенгаген» к верхней строчке. Во время его работы среди датчан сложилось положительное общественное мнение о клубе. Он помог клубу выиграть три чемпионата Дании, один Кубок Дании и два Суперкубка Дании.

### «Панатинаикос»
В апреле 2006 года возглавил греческий клуб «Панатинаикос», но был уволен спустя пять игр. Хотя «Панатинаикос» выиграл два из трех матчей в лиге, поражение дома от «Ионикоса» (0:2) и ничья с «Металлургом» Запорожье в Кубке УЕФА привели к его отставке.

### Помощник Свен-Ёран Эрикссона
В июле 2007 года назначен помощником главного тренера «Манчестер Сити» Свен-Ёран Эрикссона. До назначения на должность помощника он работал в качестве старшего советника «Эстера» и футбольного комментатора шведского TV4. Бакке подал в отставку с поста помощника главного тренера «Манчестер Сити» из-за семейных обстоятельств. Но уже через месяц он вернулся на свою прежнюю должность. Позже Бакке вместе с Тордом Грипом был назначен помощником Эрикссона, но уже в сборной Мексике.

### «Ноттс Каунти»
27 октября 2009 был назначен главным тренером «Ноттс Каунти», подписав с клубом трехлетний контракт. Семь недель спустя, 15 декабря, ушёл в отставку после спора о невыплате зарплаты. За время работы Бакке в «Ноттс Каунти» клуб одержал 4 победы (в том числе две в Кубке Англии), 3 раза сыграл вничью и дважды проиграл.

### «Нью-Йорк Ред Буллз»
7 января 2010 назначен главным тренером клуба MLS «Нью-Йорк Ред Буллз». 9 ноября 2012 года, после окончания сезона 2012, клуб заявил, что контракт с Бакке продлён не будет.

### Сборная Финляндии
12 августа 2015 года было объявлено о назначении Ханса Бакке с 1 января 2016 года главным тренером сборной Финляндии. Под руководством Бакке сборная провела 11 игр и не одержала ни одной победы; 11 декабря 2016 года было объявлено о его отставке.

## Тренерские достижения
«Юргорден»
- Дивизион 2 Норра: 1982

 «Эстер»
- Дивизион 1 Сёдра: 1989
- Кубок Швеции: финалист 1991

 АИК
- Кубок Швеции: финалист 1995

 «Ольборг»
- Чемпион Дании: 1998/99
- Кубок Дании: финалист 1999, 2000

 «Копенгаген»
- Чемпион Дании: 2000/01, 2002/03, 2003/04
- Кубок Дании: 2004
- Суперкубок Дании: 2001, 2004
- Кубок Дании: финалист 2002

## Личная жизнь
Женат, имеет троих детей.